# Gulvingad fältmätare
Gulvingad fältmätare (Camptogramma bilineata) är en fjärilsart som först beskrevs av Carl von Linné 1758.  Gulvingad fältmätare ingår i släktet Camptogramma, och familjen mätare. Arten är reproducerande i Sverige.

## Bildgalleri

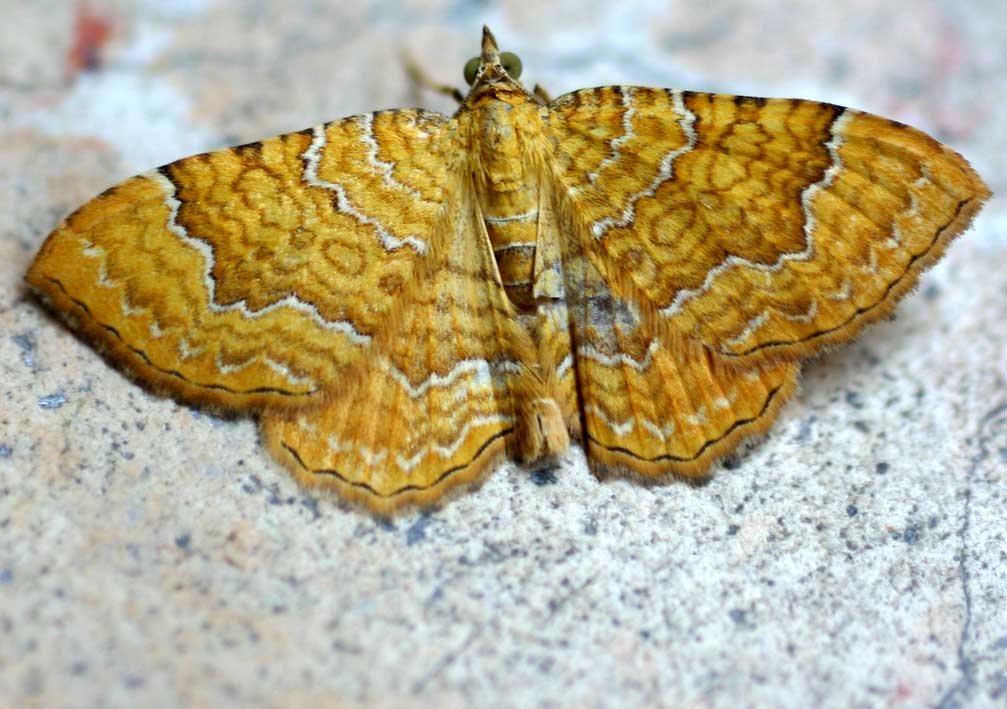
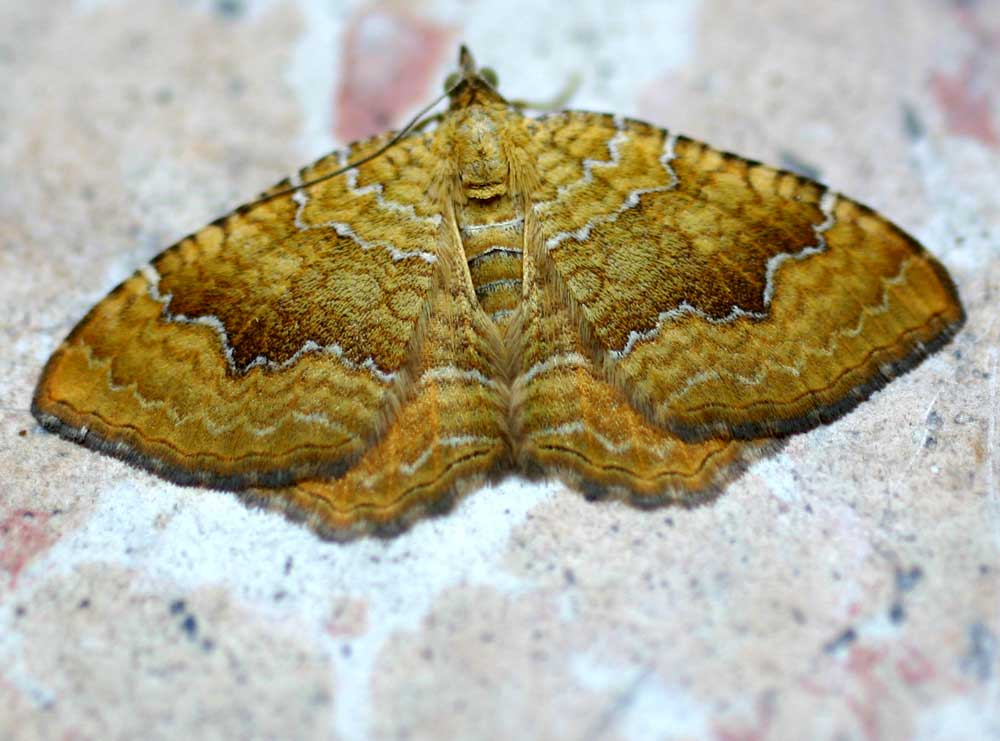
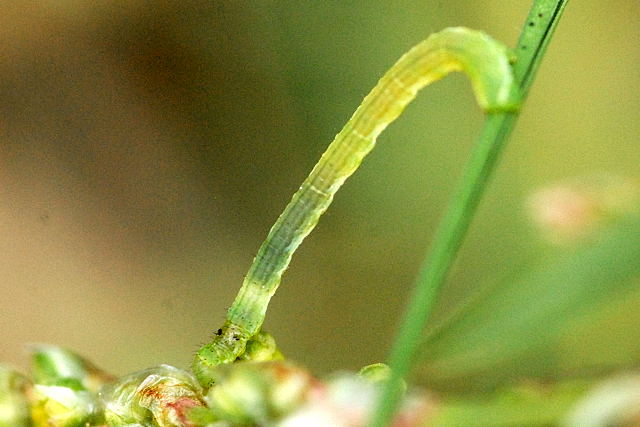
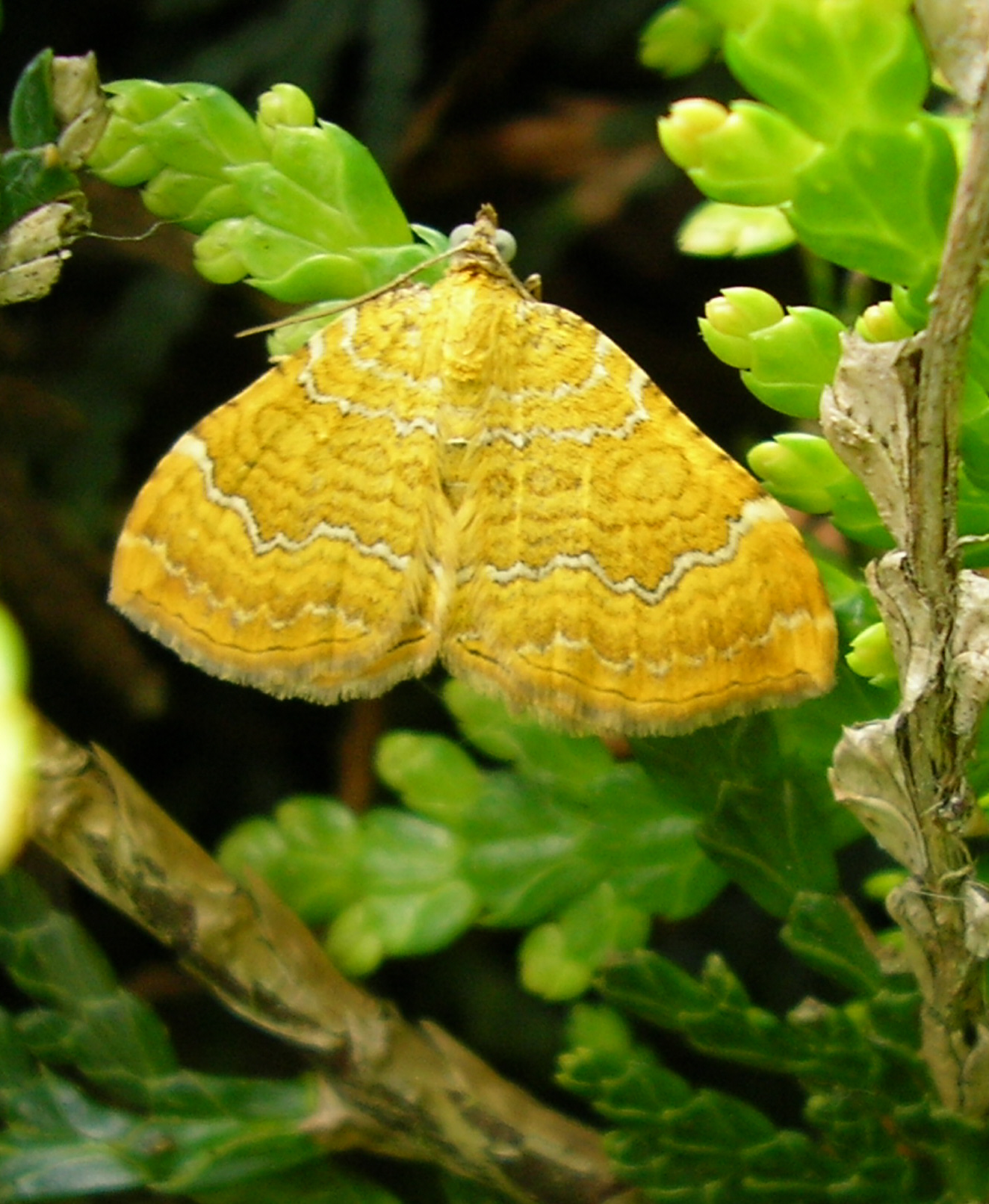
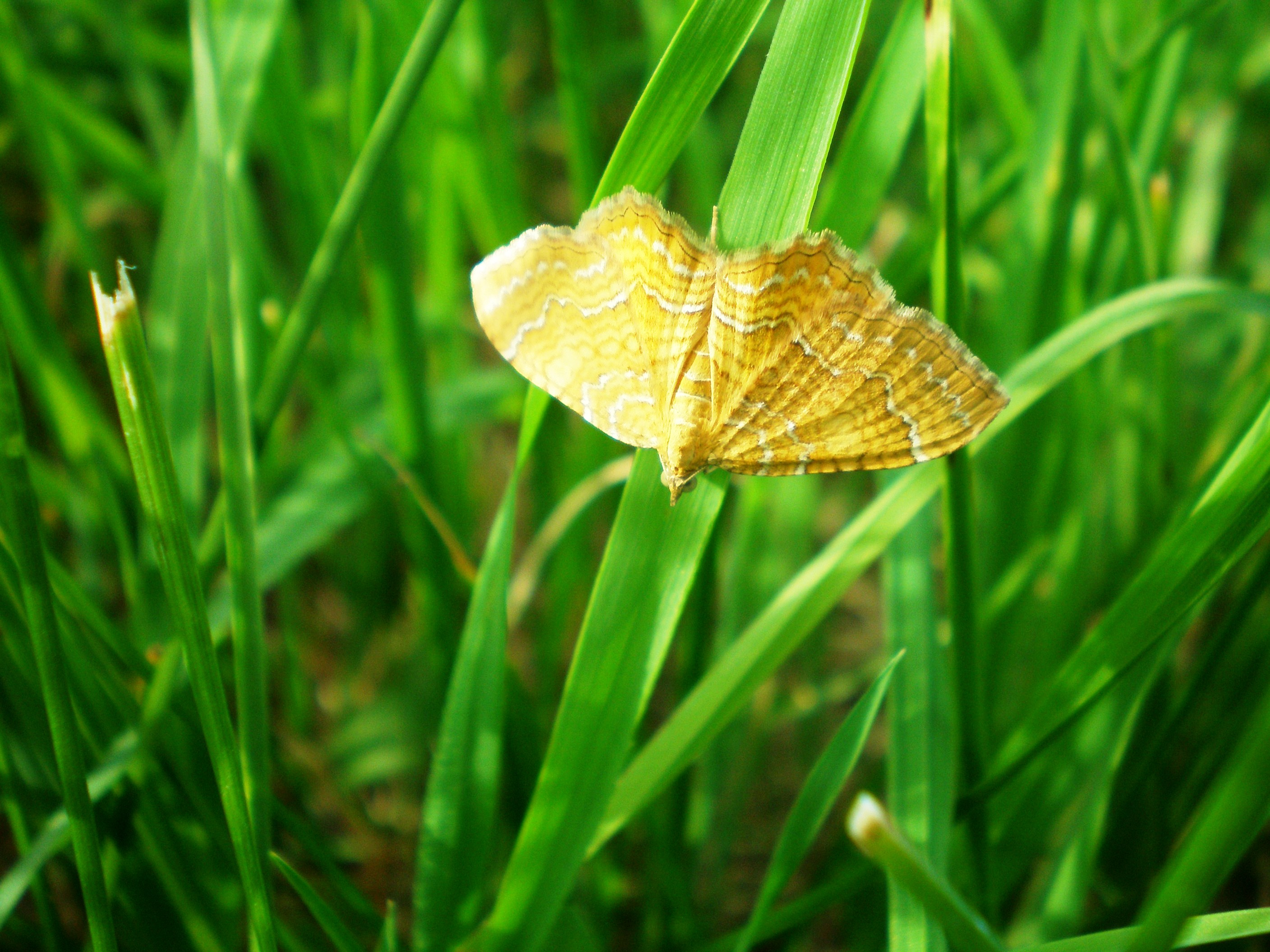
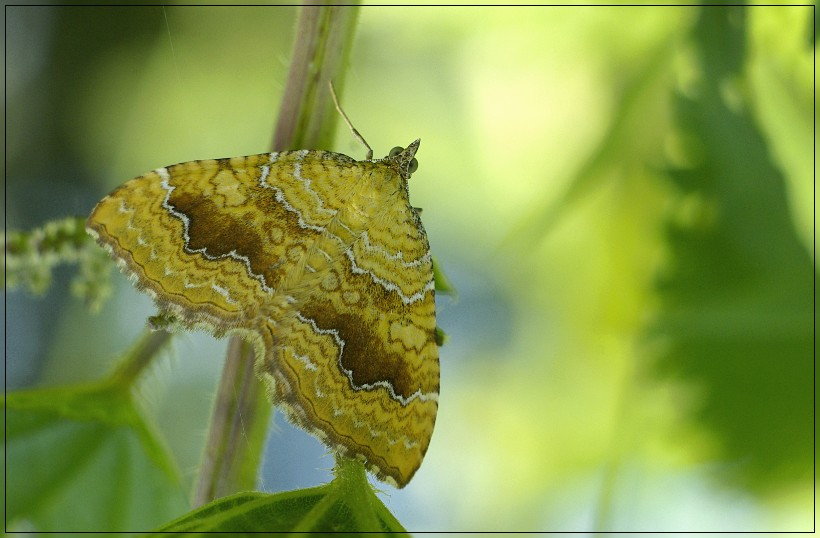